# الخالدیه (عربستان سعودی)
ال-خالدیه، مکه یک منطقهٔ مسکونی در عربستان سعودی است که در استان مکه واقع شده‌است.